# Antoine Allier
Pour les articles homonymes, voir Allier.
Antoine Allier est un sculpteur et homme politique français, né le 6 décembre 1793 à Embrun (Hautes-Alpes) et mort le 28 juillet 1870 dans le 6e arrondissement de Paris.

## Biographie
Militaire de carrière, il participe aux dernières guerres du Premier Empire avec le grade le grade de capitaine de dragons. Il quitte l'armée en 1814 ou 1815 pour devenir artiste . Il avait été surnommé "Capitaine Tournebride" pour n'avoir pas voulu prêter serment à Louis XVIII. Il entre dans l'atelier d'Antoine-Jean Gros en 1818 où il apprend la peinture qu'il délaisse par la suite et devient sculpteur. Il débute au Salon de 1822 et remporte une deuxième médaille au Salon de 1834, dès lors il cesse d'exposer. Après la mort de son père Jean-Antoine Allier, il s'adonne à la politique et devient député des Hautes-Alpes de 1839 à 1846, siégeant à gauche (il prend la place de son père à la Chambre des députés, ce qui donne lieu à une enquête pour fraude). Il est de nouveau député de 1848 à 1851, siégeant avec les républicains modérés partisans du général Cavaignac. Sa carrière politique prend fin avec le coup d’État du 2 décembre 1851, il est mis à l'index par Louis-Napoléon Bonaparte. Il redevient dès lors sculpteur et exposa une dernière fois au Salon de 1866 avec une sculpture représentant Viala,.

## Œuvres
- Jeune marin mourant. Figure d'étude. Salon de 1822 (n° 1349).
- Camille, de retour d'Ardée, renversant les balances des Gaulois. Salon de 1822 (n° 1350).
- Portrait de Mtre... Statue en marbre. Salon de 1822 (n° 1351).
- Portrait de M... Buste en marbre. Salon de 1822 (n° 1352).
- Plusieurs bustes, sous le même numéro. Salon de 1824 (n° 1762).
- Philopœmen. Statue. Salon de 1824 (n° 2262).
- Le peintre Géricault. Buste. Salon de 1824 (n° 2263).
- Plusieurs bustes en marbre, sous le même numéro. Salon de 1827 (n° 1053).
- François Chaussier (1746-1828), professeur à la Faculté de médecine de Paris. Buste en marbre. H. 0m 50. Signé et daté de 1828. Cimetière du Père-Lachaise, à Paris.
- Maurice-Alexandre Blanc-la-Nautte, comte d'Hauterive ( 1754-1830), diplomate. Buste en plâtre. H. 0m 69. Signé et daté de 1829. Bibliothèque de Grenoble. Don de. M. L. Dumont, en 1851. Le marbre a figuré au Salon de 1831 (n° 2627).
- Jeune enfant jouant avec un colimaçon. Statue en marbre. Salon de 1831 (n° 2169).
- Sully. Buste en marbre commandé par le ministre des Travaux publics, 1830. Salon de 1831 (n° 2170). Bibliothèque de l'Arsenal, à Paris.
- M. Baude. Buste en marbre. Salon de 1831 (n° 2626).
- Jeune fille effeuillant une fleur. Salon de 1831 (n° 2886).
- L'Éloquence. Statue en marbre commandée par décision ministérielle du 26 octobre 1830, moyennant le prix de 8.000 francs, dont le solde fut payé à l'artiste le 9 juin 1832. Cette statue est placée dans la Salle des séances de la Chambre des députés.
- Le général de Vaufreland. Buste en marbre. Signé et daté de 1832. Salon de 1833. (n° 2449).
- Labbey de Pompières. Buste en marbre. Salon de 1833 (n° 2450).
- Odilon Barrot, membre de la Chambre des députés. Buste en marbre. Salon de 1833 (n° 2451).
- Le général..., membre de la Chambre des députés. Buste en plâtre. Salon de 1833 (n° 2452).
- Arago, membre de la Chambre des députés. Buste en plâtre. Salon de 1833 (n° 2453).
- Masque en plâtre de Napoléon, fait de souvenir. Salon de 1833 (n° 3231).
- Ariane. Petite statue en marbre. Salon de 1834 (n° 1957).
- Bustes en bronze, sous le même numéro. Salon de 1834 (n° 1958).
- Buste en plâtre. Salon de 1834 (n° 1959).
- Antoine-Jean-François Allier (1768-1838), député des Hautes-Alpes. Médaillon en marbre. Diam. 0m48. Signé: Allier fils. Cimetière Montparnasse, à Paris.
- Amédée-Louis-Félix Tribalet, inspecteur des finances, mort en 1840. Médaillon en marbre. Diam. 0m 45. Signé: Allier a son ami. Cimetière Montparnasse.
- Viala. Statue en-bronze. Salon de 1866 (n°2617).
- Monument de Joseph Agricol Viala. Sculpture en bronze, place Gustave-Charpentier, Boulogne-sur-Mer

### Sources
- « Antoine Allier », dans Adolphe Robert et Gaston Cougny, Dictionnaire des parlementaires français, Edgar Bourloton, 1889-1891 [détail de l’édition]